# Тамба
Тамба (яп. 丹波市 Тамба-си) — город в Японии, находящийся в префектуре Хиого. Площадь города составляет 493,28 км², население — 65 149 человек (1 августа 2014), плотность населения — 132,07 чел./км².

## Географическое положение
Город расположен на острове Хонсю в префектуре Хиого региона Кинки. С ним граничат города Сасаяма, Нисиваки, Асаго, Фукутияма и посёлок Така.

## Население
Население города составляет 65 149 человек (1 августа 2014), а плотность — 132,07 чел./км². Изменение численности населения с 1980 по 2005 годы:
| 1980 | 72 982 чел. |  |
| 1985 | 74 103 чел. |  |
| 1990 | 73 659 чел. |  |
| 1995 | 73 988 чел. |  |
| 2000 | 72 862 чел. |  |
| 2005 | 70 810 чел. |  |

## Символика
Деревом города считается клён, цветком — Erythronium japonicum.

## Выдающиеся люди
Мокудзики Миоман Сёнин (1718—1810) — японский скульптор, поэт и буддийский проповедник.

## Города-побратимы
Тамба имеет отношения со следующими городами-побратимами:
- Кент, Вашингтон, США (с 1969)
- Оберн, Вашингтон, США (с 1968)